# 阿曼达·比尔德
阿曼达·雷·比尔德（英語：Amanda Ray Beard，1981年10月29日—），出生于加利福尼亚州欧文，美国前女子游泳运动员。除運動員身份亦為域名註冊公司GoDaddy拍攝廣告。她一共參加四屆夏季奧運，共收穫2枚金牌、4枚銀牌和1枚銅牌。